# Frontera Energy
Frontera Energy Corp. es una compañía pública canadiense dedicada a la exploración y producción de gas natural y petróleo, con operaciones enfocadas en Latinoamérica. Tiene un portafolio diversificado de activos con participación en más de 40 bloques en Colombia, Ecuador, Guyana y Perú.

## Historia
Frontera nació el 12 de junio de 2017 como resultado del proceso de reestructuración bajo la Ley de Arreglos para Acreedores de Compañías de Canadá (Companies Creditor’s Arrangement Act ó, CCAA, por sus siglas en inglés) que adelantó Pacific Exploration & Production (antes Pacific Rubiales Energy Corp.).
En el marco de dicho proceso, en abril de 2016, Pacific Exploration & Production anunció que con el apoyo de un comité conformado por los tenedores de bonos y algunos de los prestamistas, suscribió un acuerdo con Catalyst Capital Group Inc. para realizar una reestructuración financiera integral.
Dicha reorganización terminó el 2 de noviembre de 2016 y contribuyó a un nuevo enfoque estratégico, un positivo flujo de efectivo, un balance general robusto y cuentas por pagar reducidas significativamente.

### Nueva composición accionaria
Al completarse el proceso de reestructuración, las acciones ordinarias de la compañía reorganizada se distribuyeron de la siguiente manera: Catalyst Capital Group (29,3%), acreedores que financiaron la transacción (12,5%) y acreedores afectados (58,2%).

### Inyección de capital
Los acreedores que financiaron la transacción suministraron US$250 millones de financiamiento. Adicional, el fondo Catalyst Capital Group invirtió US$250 millones para mantener la empresa mientras se recuperaban los precios del petróleo.

## Operaciones de la compañía
Frontera Energy tiene presencia en Colombia, Ecuador, Guyana y Perú. En 2019 la compañía ha reportado una producción promedio de 71 197 barriles de petróleo equivalente (bpe/d).
La compañía tiene más de 30 bloques en Colombia, donde concentra el 90% de las operaciones, principalmente en la cuenca de los Llanos Orientales, donde se encuentran sus campos principales: Quifa, Guatiquía y Cubiro.
Frontera Energy es la segunda productora de hidrocarburos de Colombia, luego de Ecopetrol, y la primera privada del país. Con una producción neta antes de regalías diaria promedio de 40.616 en 2024, que ha logrado mantener estable gracias al manejo de la declinación en los campos maduros y a nuevos descubrimientos.
Por otro lado, la compañía opera dos bloques productores en Perú, el Lote 192 que es el más grande del país y el Lote Z1 costa afuera. En 2019 reportaron una producción neta antes de regalías diaria promedio de 6144. En el caso de Perú, la producción ha estado sujeta a la disponibilidad del Oleoducto NorPeruano, que ha interrumpido su operación en varias oportunidades en los últimos años.
En Guyana, la empresa CGX tiene los bloques costa afuera Corentyne y Demerara, en los que Frontera tiene el 33.3% de interés y está planeando actividades exploratorias para finales de 2019.
El 13 de marzo de 2019, el consorcio conformado por Frontera Energy (50%) y GeoPark (50%) informó la adjudicación de los bloques exploratorios Perico y Espejo en la Ronda Intracampos de Ecuador. Los bloques fueron adquiridos bajo un contrato inicial de exploración por cuatro años, con la opción de extender el periodo de exploración por dos años adicionales. 